# Laguna de Frouxeira

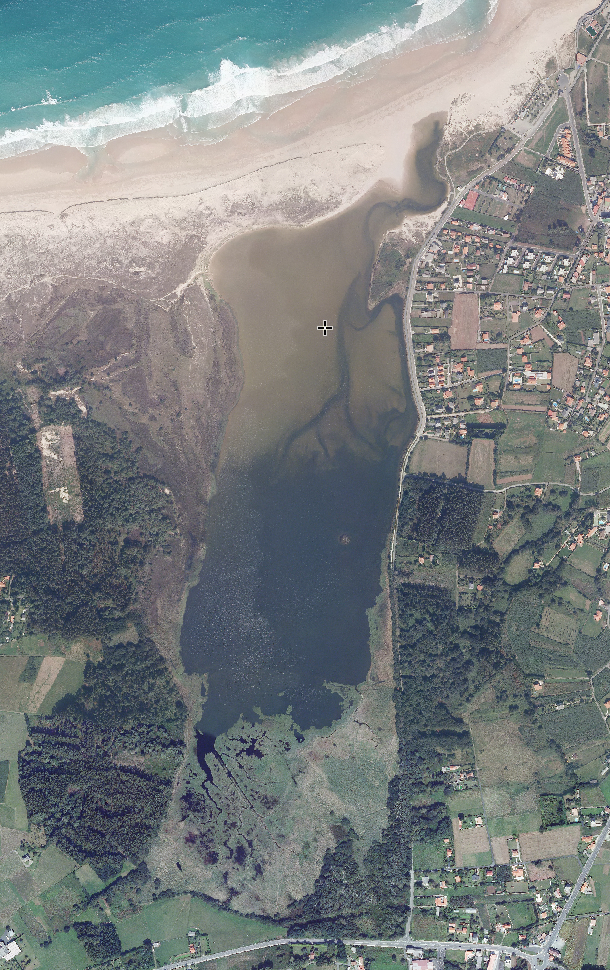
Vista aérea en el 2014.

La laguna de Frouxeira es una zona húmeda del ayuntamiento de Valdoviño. Se localiza al pie de la playa de Frouxeira, en la parroquia de Lago, dando origen al nombre de la parroquia. Constituye un ecosistema de gran valor, en el que habitan millares de aves, en especial, migratorias, que encuentran en la laguna el lugar ideal para descansar y anidar. Como Laguna y arenal de Valdoviño está incluida en el Registro General de Espacios Naturales de Galicia y considerada Zona húmeda de importancia internacional por la Convención de Ramsar.
Anualmente la Junta de Galicia procede a abrir el canal que va de la laguna al océano para prevenir inundaciones en las viviendas de la zona.